# 72059 허준
72059 허준(72059 Heojun, 2000 YC16)은 한국 천문학자인 전영범과 이병철이 2000년 12월 21일, 보현산천문대에서 발견한 소행성대의 소행성이다.《동의보감》을 지은 조선 중기의 의관 허준의 이름을 땄다.